# Catillaria stereocaulorum
Catillaria stereocaulorum är en lavart som först beskrevs av Th.Fr, och fick sitt nu gällande namn av H.Olivier. Catillaria stereocaulorum ingår i släktet Scutula, och familjen Pilocarpaceae. Arten är reproducerande i Sverige.